# Johan Reuchlin
Jonkheer Johan Georg Reuchlin (6 de diciembre de 1874 , Róterdam, Países Bajos - 15 de abril de 1912, Atlántico Norte) fue un empresario holandés y director general de Holland America Line, muerto en el hundimiento del RMS Titanic. La compañía naviera estuvo dirigida por miembros de la familia Reuchlin durante décadas. 

## Vida
Reuchlin nació en Róterdam como hijo de Otto Reuchlin (1824-1924) y su esposa Carolina Helena (del soltera, Schumacher). Su padre era originalmente un comerciante de vinos, pero luego se dedicó al negocio del transporte marítimo. El día 8 de febrero de 1871, Otto Reuchlin y sus socios comerciales Antoine Plate y W. van der Hoeven fundaron la empresa Plate, Reuchlin & Co., que más tarde se convirtió en Nederlandsch-Amerikaansche Stoomvaart Maatschappij NV (NASM), que se conoció como Holland-America Line debido a sus servicios regulares con Estados Unidos. Johan Reuchlin se convirtió en director de oficina y más tarde en director de la empresa. 
El día 10 de mayo de 1905 se casó con Agatha Maria Elink Schuurman (1880-1960), que, como él, procedía de una antigua familia noble. Tuvieron tres hijos: Henri (7 de julio de 1906), Carolina Helena (5 de julio de 1908) y Maarten (3 de febrero de 1911). Reuchlin vivía con su familia en Calandstraat 53 en Rotterdam. 

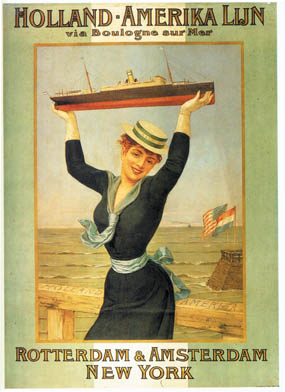
Cartel publicitario de la Holland America Line, de 1898.

Reuchlin viajaba mucho por motivos profesionales. Así fue también el 10 de abril de 1912, cuando abordó como pasajero de primera clase el nuevo transatlántico RMS Titanic de la compañía White Star Line en Southampton, que emprendía su viaje inaugural a Nueva York. Reuchlin fue el invitado de honor de la White Star Line y quería evaluar la Clase Olympic de la White Star Line para su propia empresa utilizando el ejemplo del Titanic, por lo que Holland America Line también encargó un gran barco de pasajeros al astillero de la clase Olympic, Harland & Wolff. Este era el Statendam, que ya estaba en construcción en la primavera de 1912. 
J. Bruce Ismay, director de White Star Line, informó al gerente general de Holland-America Line en Nueva York, Jan V. Wierdsma, el 21 de marzo de 1912 por escrito que él personalmente se aseguraría de que Reuchlin recibiera un "cómodo camarote" a bordo del barco. Durante el crucero, Reuchlin intercambió telegramas con varias personas, entre ellas el capitán del RMS Caronia de la Cunard Line: “Gracias por su mensaje. Tenía buen tiempo, sin niebla. Buen viaje. Reuchlin.“ En la noche del 14 de abril de 1912, el Titanic se hundió tras chocar con un iceberg. Reuchlin murió en el hundimiento. Su cuerpo, si estuvo entre los recuperados posteriormente, nunca fue identificado. 
El 18 de abril de 1912, el gerente de la oficina de Nueva York de Holland-America Line, C. Gips, iba a recoger a Reuchlin en el embarcadero de la White Star Line en el puerto de Nueva York. No sabía que Reuchlin no había sobrevivido al hundimiento y solo entonces Bruce Ismay le informó al respecto. Agatha, la viuda de Reuchlin, recibió una pensión anual de 5.000 florines holandeses para ella y sus hijos de Holland-America Line. Más tarde, su hijo Henri también se convirtió en director de Holland-America Line. El nieto de Reuchlin, Johan George Reuchlin, es un escritor conocido y fue uno de los primeros gerentes interinos en los Países Bajos y fue, entre otras cosas, director de la gran compañía de exposiciones de Rotterdam Ahoy. 